# Hesperochernes laurae
Hesperochernes laurae är en spindeldjursart som beskrevs av Chamberlin 1924. Hesperochernes laurae ingår i släktet Hesperochernes och familjen blindklokrypare. Inga underarter finns listade i Catalogue of Life.